# Touch (Unix)
touch – polecenie systemów UNIX zmieniające datę modyfikacji lub ostatniego dostępu pliku. Wywołane z argumentem tworzy (jeżeli jeszcze nie istnieje) nowy plik o takiej jak argument nazwie i ustala jego daty modyfikacji i ostatniego dostępu na aktualną datę.
W systemie GNU ten program jest w pakiecie GNU Coreutils.

## Przykład
```
$
 
date
śro
 
sie
 
16
 
13
:06:41
 
CEST
 
2006

$
 
ls
 
-l
-rw-r--r--
 
1
 
user
 
user
 
0
 
2006
-08-16
 
13
:04
 
plik1
$
 
touch
 
plik2
$
 
ls
 
-l
-rw-r--r--
 
1
 
user
 
user
 
0
 
2006
-08-16
 
13
:04
 
plik1
-rw-r--r--
 
1
 
user
 
user
 
0
 
2006
-08-16
 
13
:06
 
plik2
$
 
touch
 
plik1
$
 
ls
 
-l
-rw-r--r--
 
1
 
user
 
user
 
0
 
2006
-08-16
 
13
:06
 
plik1
-rw-r--r--
 
1
 
user
 
user
 
0
 
2006
-08-16
 
13
:06
 
plik2

```